# Creierul lui Albert Einstein

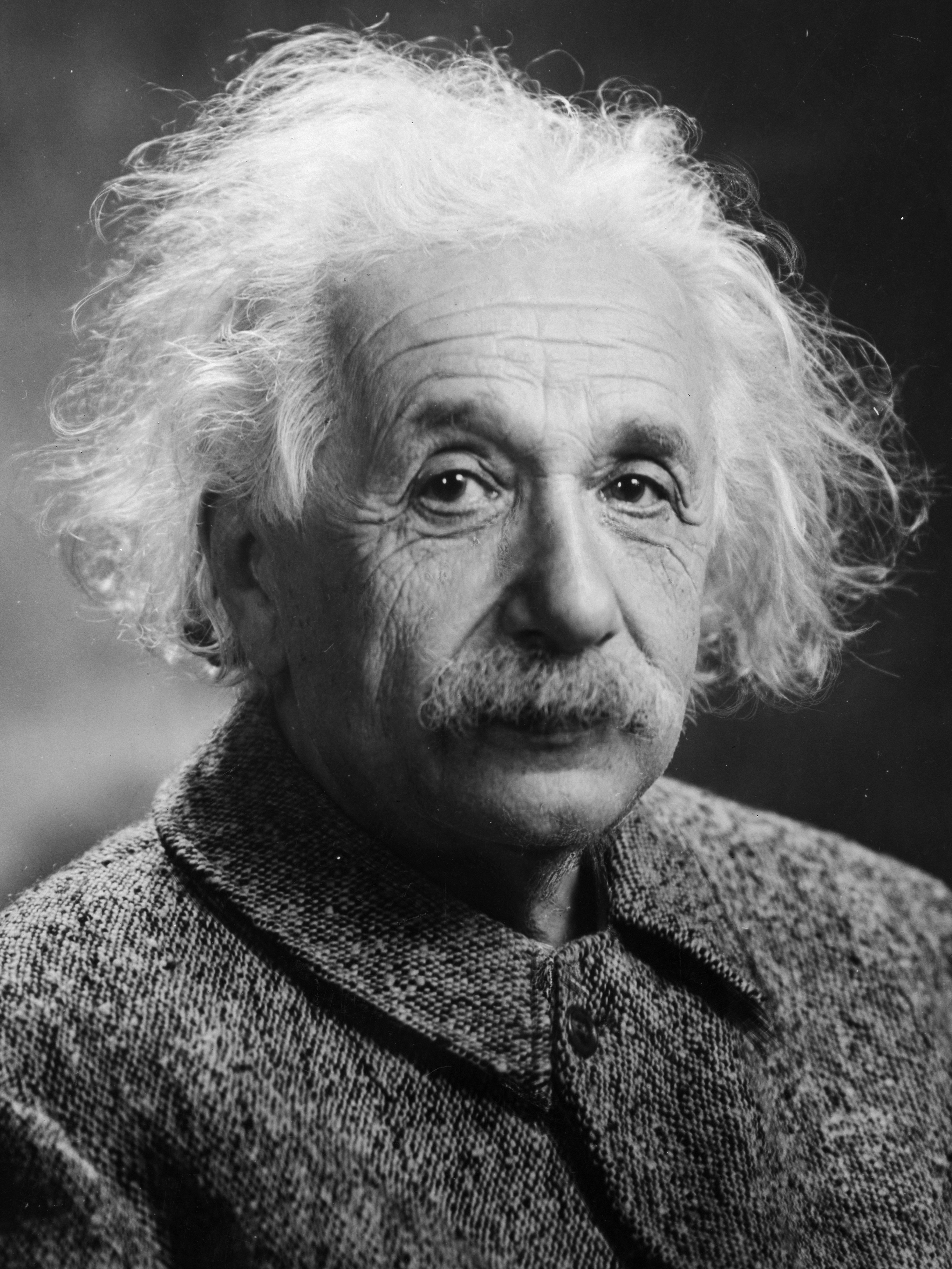
Creierul lui Einstein a fost păstrat după moartea sa, în 1955, dar acest fapt nu a fost dezvăluit până în 1986.

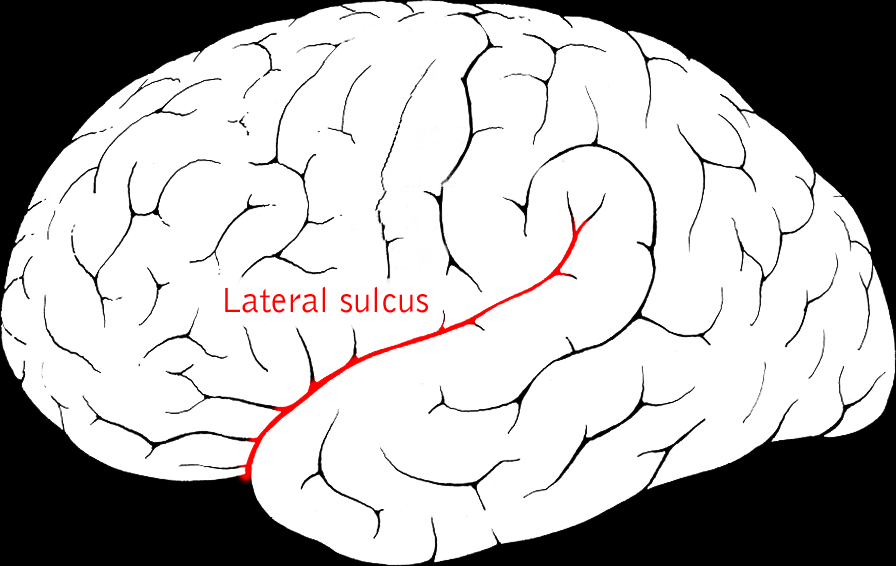
Șanțul lateral cerebral (Sylvian fissure) aparținând unui creier normal. În cazul creierului lui Einstein, aceasta este redus.

Creierul fizicianului Albert Einstein a fost subiectul a numeroase cercetări și speculații. Acesta a fost scos la cca. șapte ore și jumătate de la moartea sa. Creierul a atras atenția din cauza reputației lui Einstein de a fi una dintre cele mai importante genii ale secolului al XX-lea, iar regularități aparente sau iregularitățile creierului au fost folosite pentru a sprijini diverse idei despre corelațiile dintre neuroanatomie și inteligență în general sau cea matematică în particular. Studiile științifice au sugerat că regiunile acestuia implicate în vorbire și limbaj sunt mai mici, în timp ce regiunile implicate în procesarea numerică și spațială sunt mai mari. Alte studii au sugerat un număr crescut de celule gliale în creierul lui Einstein.